# Poslovna sposobnost
Poslovna sposobnost je svojstvo fizičke i pravne osobe da vlastitim očitovanjima volje stvaraju pravne učinke, odnosno stječu prava i obveze. Poslovnu sposobnost fizička osoba stječe punoljetnošću, a pravna danom nastanka, ako pravnim propisima (zakonom) nije drukčije određeno. 
Unutar poslovne sposobnosti fizičkih osoba postoje tri stupnja: potpuna poslovna sposobnost, djelomična poslovna sposobnost i potpuna poslovna nesposobnost. Osoba koja nije punoljetna može stvarati samo pravne učinke određene zakonom. Umjesto osobe koja nema poslovnu sposobnost očitovat će svoju volju njezin zakonski zastupnik ili skrbnik.
Za pravnu osobu volju očituju njezina tijela u pravnim poslovima i postupcima koje poduzimaju u tome svojstvu.